# Indotyphlops longissimus
Indotyphlops longissimus är en ormart som beskrevs av Duméril och Bibron 1844. Indotyphlops longissimus ingår i släktet Indotyphlops och familjen maskormar. Inga underarter finns listade i Catalogue of Life.
För exemplar som räknas till arten förtecknades att de kommer från Nordamerika men uppgiften antas vara felaktig. Hos de flesta maskormar lägger honor ägg.